# Cade Skywalker
Cade Skywalker es un personaje de ficción presentado en la serie de cómics Legacy del universo de La Guerra de las Galaxias.

## Historia
Aproximadamente un siglo después del resucitar de la Orden Jedi nació Cade Skywalker, descendiente directo de Anakin y Luke Skywalker.
Cade, tras recibir su entrenamiento Jedi de parte del Maestro Wolf Sazen, renunció a su nombre y legado cuando vio morir a su padre, Kol Skywalker, Maestro dirigente del Consejo, durante la destrucción del Templo Jedi de Ossus. Aprendió del pirata Rav y pronto se encontró inmerso en el mundo criminal. Vistiendo una armadura sin mangas, un tatuaje mandaloriano y con un arsenal que incluía una pistola seloniana de doble disparo hecha especialmente para él por "Bantha" Rawk (la Especial), comenzó a vivir de la piratería y el contrabando volando en el "Mynock", su nave.
La verdadera identidad de Cade era desconocida hasta para sus más allegados. Lo que Cade no sabía es que la galaxia, que estaba penetrando en tiempos oscuros, lo iba a necesitar. Un Imperio, los vestigios de la amenaza Sith, la profecía y el legado Jedi y Skywalker... Cade podría ser el elegido para enfrentarse a ellos...

## Dark Horse
La editorial Dark Horse planeó para 2011 la publicación de una nueva serie de cómics, Legacy (Legado), que transcurriría un siglo después de la trilogía original, la historia de la Nueva República, de la Nueva Orden Jedi y de todo lo conocido; 129 años después de Una nueva esperanza.
En la serie se mostraría un nuevo Imperio, una nueva amenaza Sith y un descendiente directo de Luke Skywalker, Cade, relacionado con la profecía y el destino galáctico y de la Fuerza. Cade tendría un gran parecido a Luke Skywalker, sólo que con un cabello totalmente rubio, barba de varios días y pendientes.
Cade, así como Luke y Anakin, tendrá aventuras, y una nueva amenaza por destruir.
Junto a sus compañeros cazarrecompensas, iniciara una aventura para destruir la orden Sith.